# Sauveterre (Tarn-et-Garonne)
Sauveterre is een gemeente in het Franse departement Tarn-et-Garonne (regio Occitanie) en telt 171 inwoners (2004). De plaats maakt deel uit van het arrondissement Castelsarrasin.

## Geografie
De oppervlakte van Sauveterre bedraagt 17,0 km², de bevolkingsdichtheid is 10,1 inwoners per km².
De onderstaande kaart toont de ligging van Sauveterre (Tarn-et-Garonne) met de belangrijkste infrastructuur en aangrenzende gemeenten.

## Demografie
Onderstaande figuur toont het verloop van het inwonertal (bron: INSEE-tellingen).